# Butlletí Oficial del Registre Mercantil
El Butlletí Oficial del Registre Mercantil, també conegut pel seu acrònim BORME, és l'òrgan oficial de publicitat del Registre Mercantil d'Espanya pels actes jurídics que per disposició legal han de donar-se a coneixement públic.
L'edició, impressió, publicació i difusió del BORME està a càrrec de l'Agència Estatal Butlletí Oficial de l'Estat. Això, tant respecte de l'edició impresa com de l'edició digital o electrònica.
Ambdues edicions —impresa i electrònica— són regulades pel Reial decret 1979/2008, del 28 de novembre. I entre els seus punts principals, la norma disposa que l'edició electrònica té els mateixos efectes legals que els atribuïts a l'edició impresa. Així mateix, institueix un règim generós de consulta i accessibilitat per part de la ciutadania, garantint l'accés universal i gratuït a l'edició electrònica.

## Estructura i Continguts
Els continguts de l'edició digital del Butlletí Oficial del Registre Mercantil s'organitzen en les següents seccions i apartats:
Secció Primera: Empresaris - Actes inscrits
Sota l'apartat d'Empresaris - Actes inscrits, s'inclouen actes jurídics tals com la constitució d'empreses i nomenaments, reeleccions i cessaments d'administradors.
Els actes jurídics continguts en la Secció Primera es publiquen classificats en blocs, existint un per cada província. L'ordre dels blocs és el dels codis postals de cadascuna de les províncies.
Secció Segona: Anuncis i avisos legals
Se subdivideix en els següents apartats: 
- Anuncis del Registre Mercantil Central
- Augment de capital
- Balanços
- Cessió d'empreses
- Convocatòries de Juntes
- Declaracions d'insolvència
- Dissolució d'empreses
- Escissió d'empreses
- Fusions i absorcions d'empreses
- Altres anuncis i avisos legals
- Pèrdua de certificació
- Reactivació d'empreses
- Reducció de capital
- Transformació d'empreses

Les publicacions de la Secció Segona segueix l'ordre alfabètic de la denominació de les empreses.